# International Journal of Molecular Sciences
International Journal of Molecular Sciences — рецензований науковий журнал із відкритим доступом, який висвітлює дослідження в галузі хімії, молекулярної фізики та молекулярної біології. Він видається MDPI і був заснований у 2000 році. Головний редактор Мауріціо Баттіно (Політехнічний університет Марке).

## Реферування та індексування
Журнал реферується та індексується:
- AGORA
- CAB Abstracts
- Chemical Abstracts
- Current Contents/Physical, Chemical & Earth Sciences
- EBSCO databases
- EMBASE
- Food Science and Technology Abstracts
- Global Health
- HINARI
- Index Medicus/MEDLINE/PubMed[8]
- Polymer Library
- Science Citation Index Expanded
- Scopus

Згідно з Journal Citation Reports, імпакт-фактор журналу у 2021 році становить 6,208.